# Compressió de vídeo
La compressió de vídeo és la reducció del nombre de dades emprades per representar imatges de vídeo digital. És una combinació de la compressió espacial d'imatges i la compensació de moviment temporal. La compressió de vídeo és un exemple clar del concepte de la codificació de fonts dins la teoria de la informació. Un vídeo comprimit pot reduir efectivament l'amplada de banda requerit per transmetre un vídeo a través d'emissió terrestre, a través de cables de TV o de serveis via satèl·lit.

## Tipus de compressió i qualitat de vídeo
Hi ha diferents maneres de categoritzar la compressió de vídeo. Segons si tenen pèrdues o no tenen pèrdues. La compressió sense pèrdua. Es parla de compressió sense pèrdua quan en descomprimir la imatge aquesta és igual a la imatge sense comprimir. Els nivells de compressió són reduïts, però no es produeix pèrdua de qualitat. La compressió amb pèrdua descarta informació i utilitza aproximacions inexactes. Els nivells de compressió són alts, però degrada la qualitat.
També segons si la compressió és només espacial, o també temporal. Es parla de compressió espacial quan la compressió (i posterior descompressió) de les dades es fa individualment per cada fotograma, sense que hi hagi relació dels uns amb els altres. La compressió temporal no comprimeix els fotogrames de forma aïllada, sinó en grups d'imatges, i aconsegueix mides d'arxiu molt més petites que la compressió espacial, ja que tècnicament no guarda fotogrames, sinó les diferències entre els fotogrames.
A nivell tècnic, la compressió es basa en dividir el vídeo en blocs de píxels veïns (anomenats macroblocs) i comparar-los amb el fotograma següent. En lloc de tornar a enviar tota la informació, només s'envien les diferències entre blocs. Aquest sistema és molt eficient si el vídeo té poc moviment. Per exemple, un fotograma amb text gairebé no canvia i pot transmetre's amb molt poques dades.
La majoria dels sistemes de compressió de vídeo utilitzen tècniques amb pèrdua, és a dir, eliminen dades que es considera que no són essencials per mantenir una bona qualitat d'imatge. Per exemple, els DVD fan servir l'estàndard MPEG-2, capaç de reduir la mida del vídeo entre 15 i 30 vegades, mantenint una qualitat visual generalment considerada alta dins de la definició estàndard.
La compressió de vídeo busca equilibrar tres factors: l'espai d'emmagatzematge, la qualitat de la imatge i la potència del maquinari necessari per descomprimir-lo en un temps raonable. Si es comprimeix massa, poden aparèixer distorsions visibles que, en alguns casos, arriben a ser molestes o poden distraure l'espectador.
Els proveïdors de continguts decideixen quanta compressió apliquen abans de distribuir el vídeo. En formats físics com els DVD, Blu-ray o HD DVD, la compressió es fa durant el procés de masterització. Tot i que formats com el Blu-ray i l'HD DVD tenen més capacitat que els DVD, s'utilitza una compressió suau per mantenir la qualitat. En canvi, els vídeos per internet o gravats amb un mòbil solen tenir una compressió més agressiva.
És important destacar que, un cop la compressió amb pèrdua ha degradat la qualitat del vídeo, no es pot recuperar la imatge original.